# ベジアン・イドリツァイ
ベジアン・イドリツァイ（Besian Idrizaj, 1987年10月12日 - 2010年5月15日）はオーストリア出身の元サッカー選手。ポジションはフォワード、ミッドフィルダー。

## 経歴
将来の成長を見越してリヴァプールFCが先物買いしたオーストリアの若手選手だった。189cmと長身でありながらも俊足で、サイドを駆け上がってあげるクロスを上げる。
2008年1月より試合出場の場を求めてオーストリア・ブンデスリーガに属するFCヴァッカー・インスブルックへレンタル移籍。
2010年5月15日睡眠中に心臓発作を起こし死去。スウォンジー・シティAFCは彼の功績を讃え背番号40を永久欠番とした。享年22歳。

## 所属クラブ
- アドミラ・リンツ 2003
- LASKリンツ 2003-2005
- リヴァプールFC  2005-2008
- → ルートン・タウンFC 2007 (loan)
- → クリスタル・パレスFC 2007-2008 (loan)
- → FCヴァッカー・インスブルック 2008 (loan)
- FCアイレンブルク 2009
- スウォンジー・シティAFC 2009-2010